# Pont-Sainte-Maxence
Pont-Sainte-Maxence é uma comuna francesa na região administrativa de Altos da França, no departamento de Oise. Estende-se por uma área de 14,76 km². Em 2010 a comuna tinha 12 724 habitantes (densidade: 862,1 hab./km²).